# 永治 (日本)
永治（1141年8月13日~1142年5月25日）是日本的年號之一。使用這個年號的天皇是崇德天皇與近衛天皇，並由鳥羽上皇實施院政。

## 改元
- 保延七年七月十日（1141年8月13日）改元永治。
- 永治二年四月二十八日（1142年5月25日）改元康治。

## 出處
- 曹丕《典論》：「禮樂興於上，頌聲作於下。時成王年二十二享國三十年世永治長。」
- 《晉書卷三·武帝紀》：「見土地之廣，謂萬葉而無虞；睹天下之安，謂千年而永治。」

## 紀年、西曆、干支對照表
| 永治 | 元年   | 二年   |
| 公元 | 1141年 | 1142年 |
| 干支 | 辛酉   | 壬戌   |